# جاسک‌سر
جاسک‌سر که به آن راس‌الجاسک و دماغه جاسک نیز می‌گویند، دماغه‌ای در انتهای شبه‌جزیره جاسک در هرمزگان است. خلیج غربی و شرقی جاسک در دو سوی این دماغه قرار دارند.